# Шукурла-Ефенді
Шукурла-Ефенді (крим. Şükürla Efendi) або Джума-Джамі (крим. Cuma Cami) — мечеть у складі компелексу пам'яток Текіє дервішів у місті Кезлев (Євпаторія) Автономної Республіки Крим.
Є думка, що Шукурла-Ефенді — це ім'я імама мечеті, а мечеть називалася «Джума-Джами». За легендою, у 1870 році під час перепису мечетей чиновник, який займався цим питанням, не розумів кримськотатарської мови, а кримські татари не розуміли російську. На питання «чия ця мечеть?» чиновник отримав відповідь, що ця мечеть імама Шукурулла-Ефенді, тобто служителя цієї мечеті.
Також вона згадується у літературі як «соборна».

## Опис
Будівля зального типу, прямокутна в плані, зі скромними інтер'єрами. Висота мінарету 27 м, він використовувався як караульна вишка.
Мечеть потребує реставрації.

## Історія
Була прибудована з заходу до текіє у XVII—XVIII столітті. Автор і деталі проекту не встановлені. Можливо, спочатку був збудований мінарет, потім — мечеть, на місці якої й була зведена сучасна будівля.
Мечеть діяла до 1927 року.
За радянських часів мечеть використовувалася як склад.
Наразі будова знаходиться без даху у напівзруйнованому стані.

## Галерея

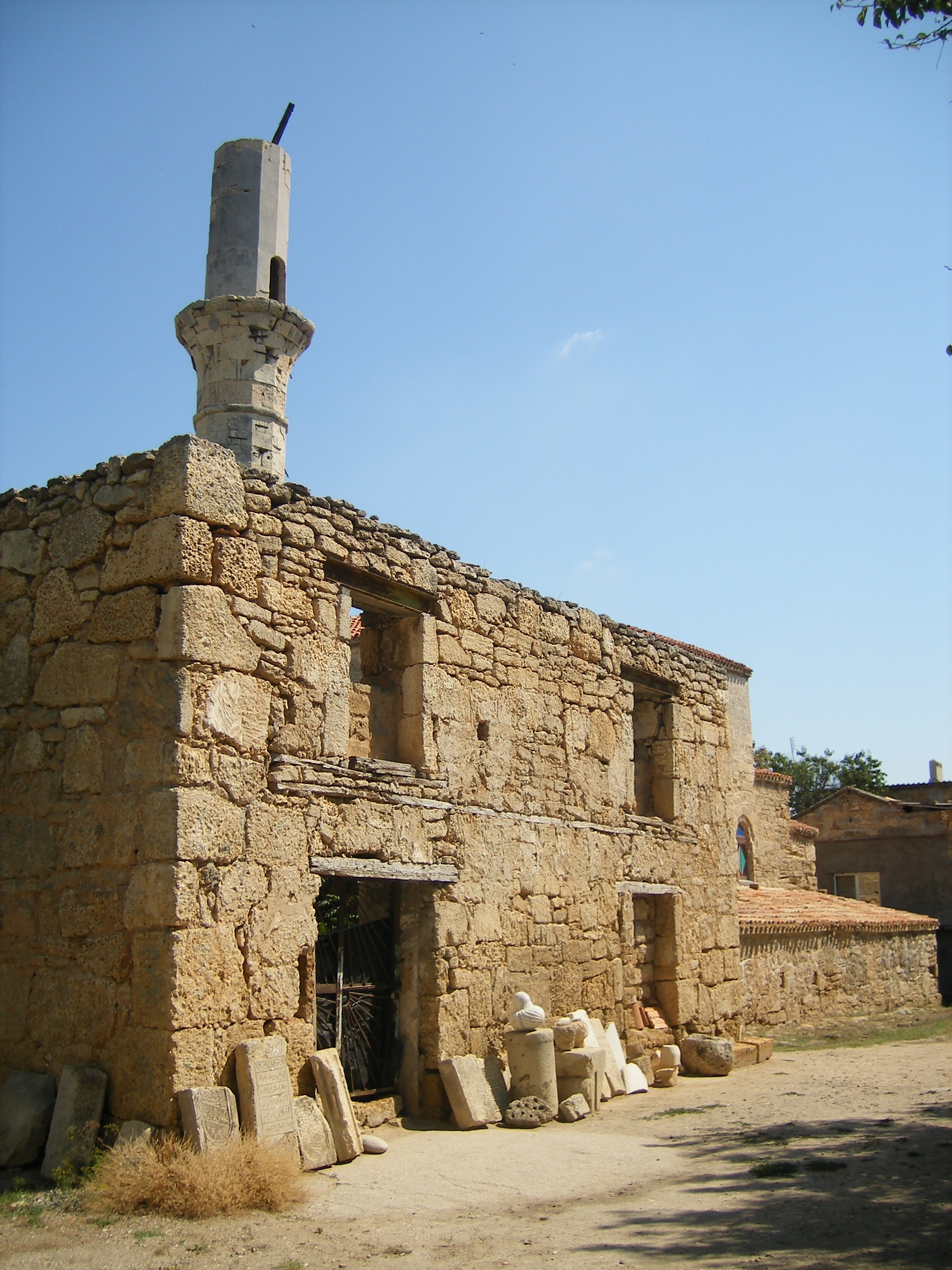
2008 рік
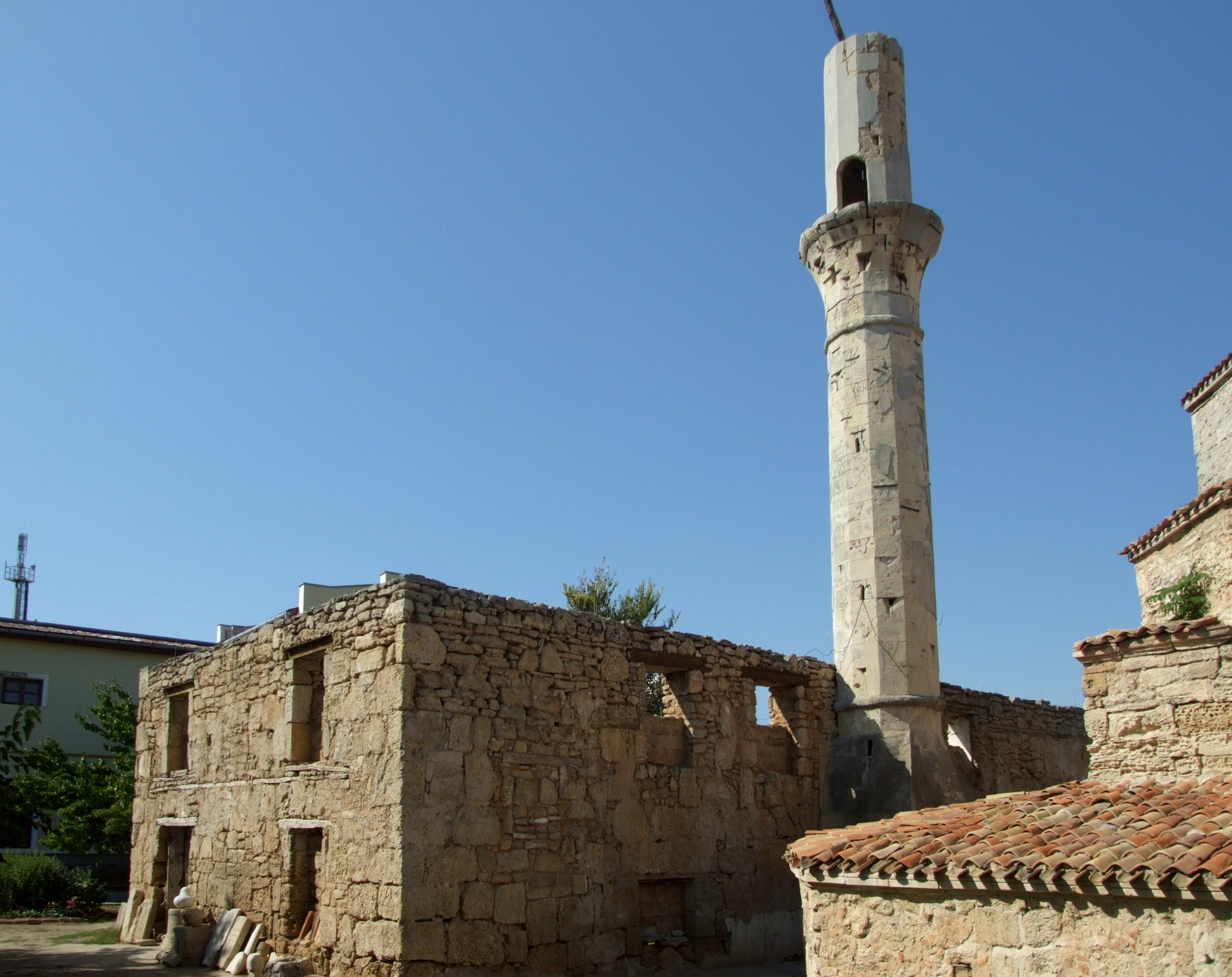
2009 рік
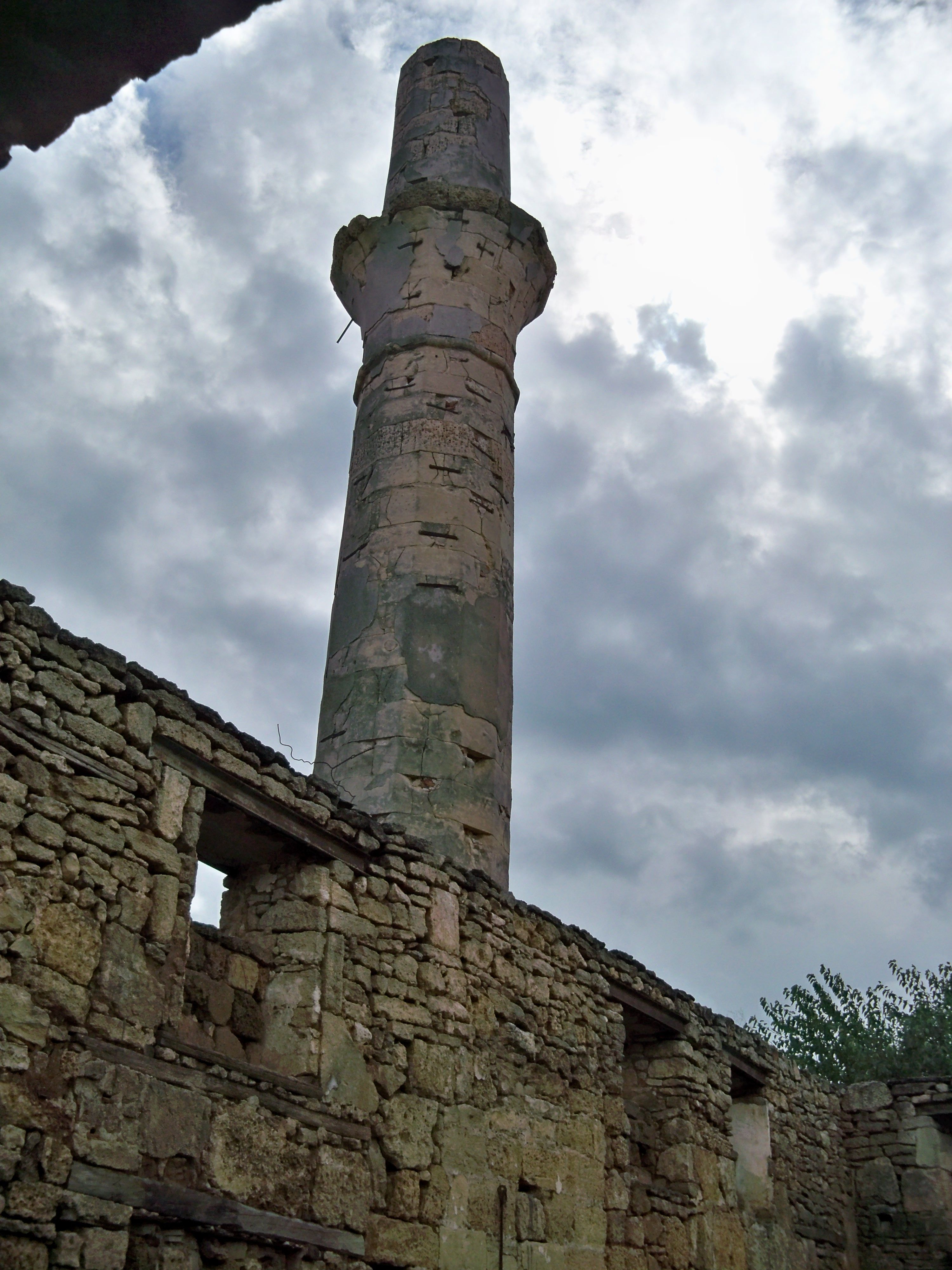
2013 рік
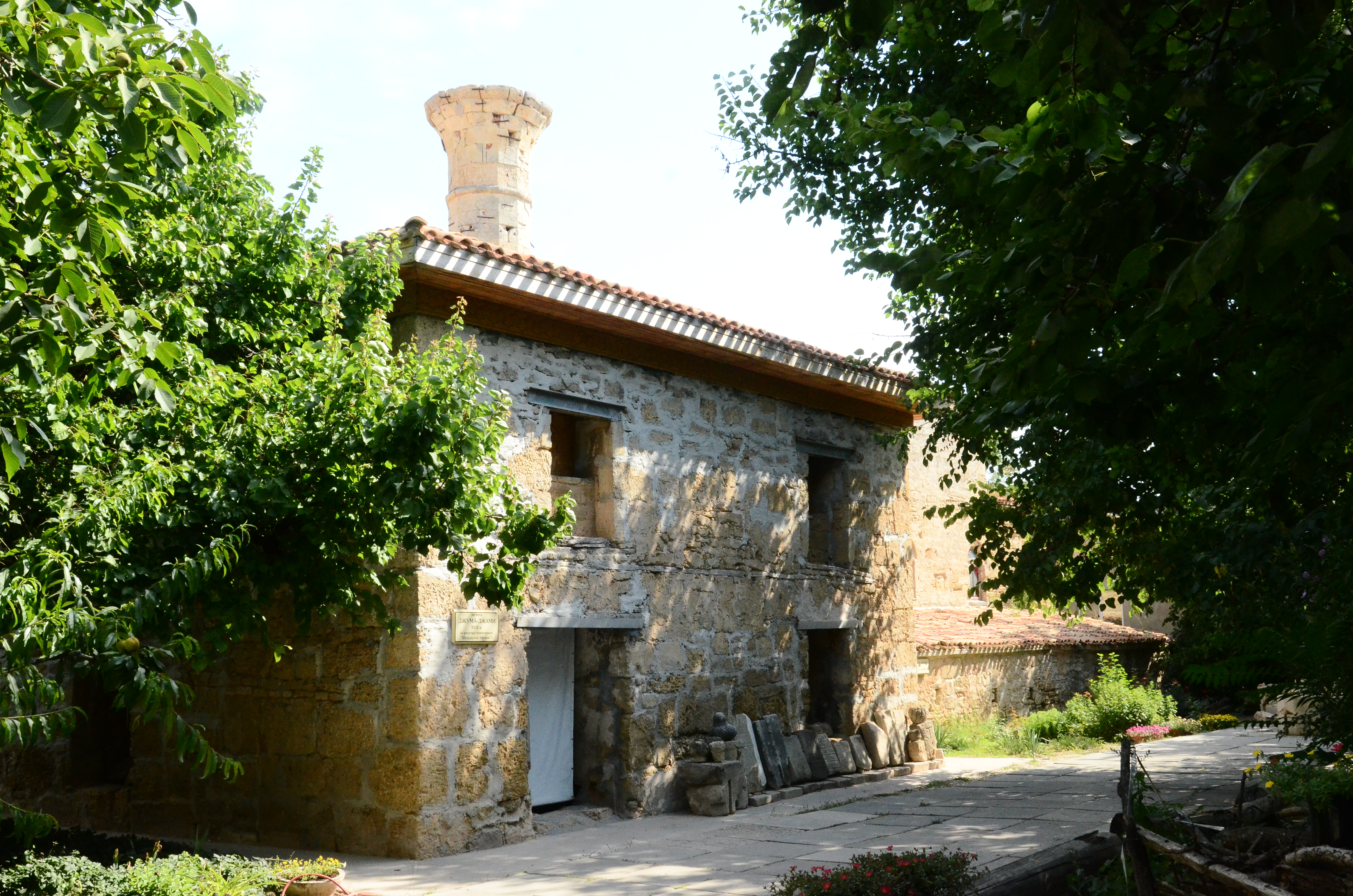
2021 рік
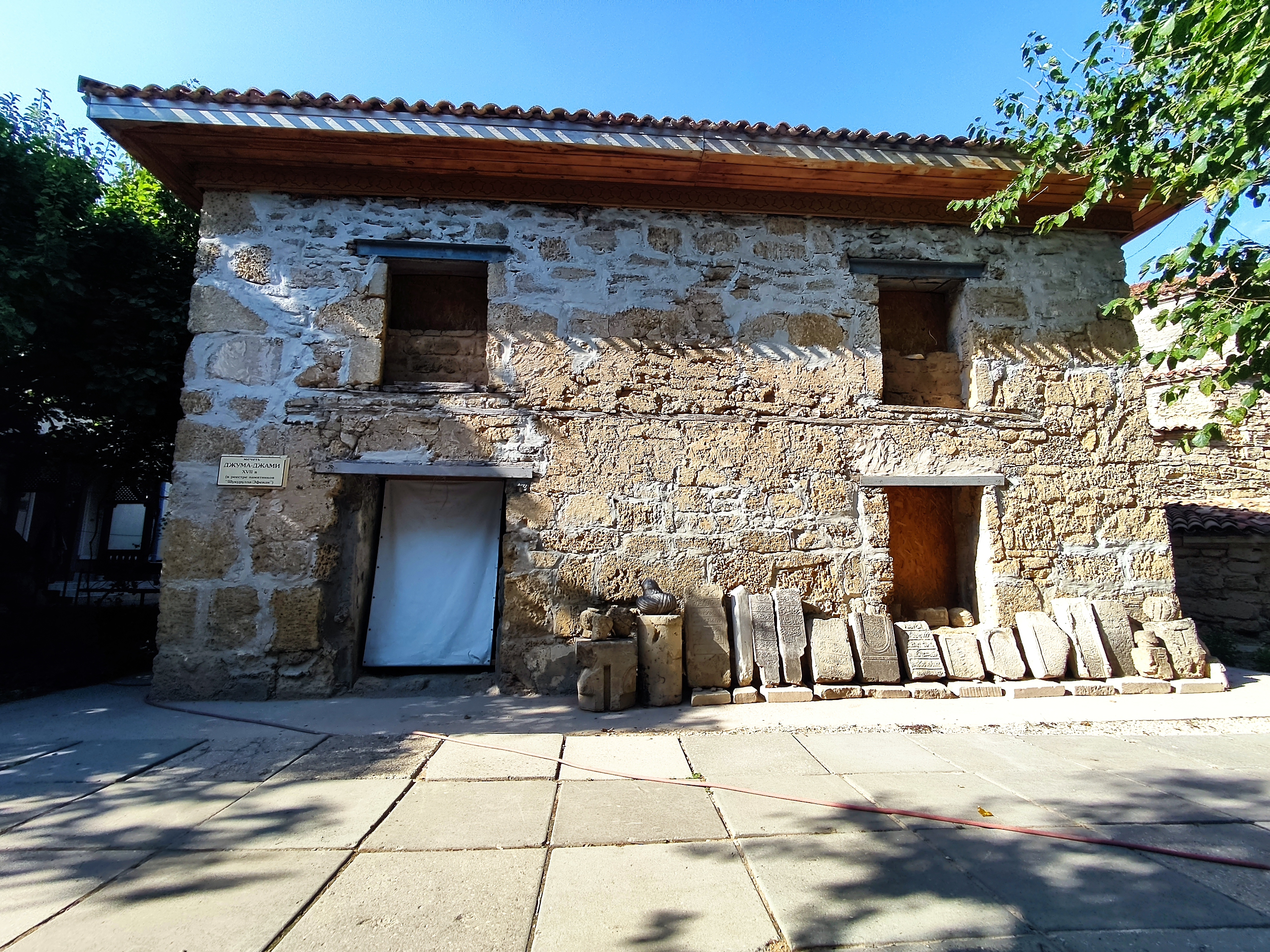
2021 рік